# Horst Effertz
Horst Effertz (né le 4 août 1938 à Düsseldorf) est un rameur allemand. Il participe aux Jeux olympiques d'été de 1960 en représentant l'Équipe unifiée d'Allemagne dans l'épreuve du quatre barré et remporte le titre.

## Palmarès

### Jeux olympiques
- Jeux olympiques de 1960 à Rome,  Italie
  -  Médaille d'or (quatre barré)[1].

### Championnats d'Europe
- Championnats d'Europe d'aviron 1958
  -  Médaille d'argent en deux sans barreur
- Championnats d'Europe d'aviron 1959
  -  Médaille d'or en quatre barré
- Championnats d'Europe d'aviron 1964
  -  Médaille d'or en quatre barré